# 론 레인저

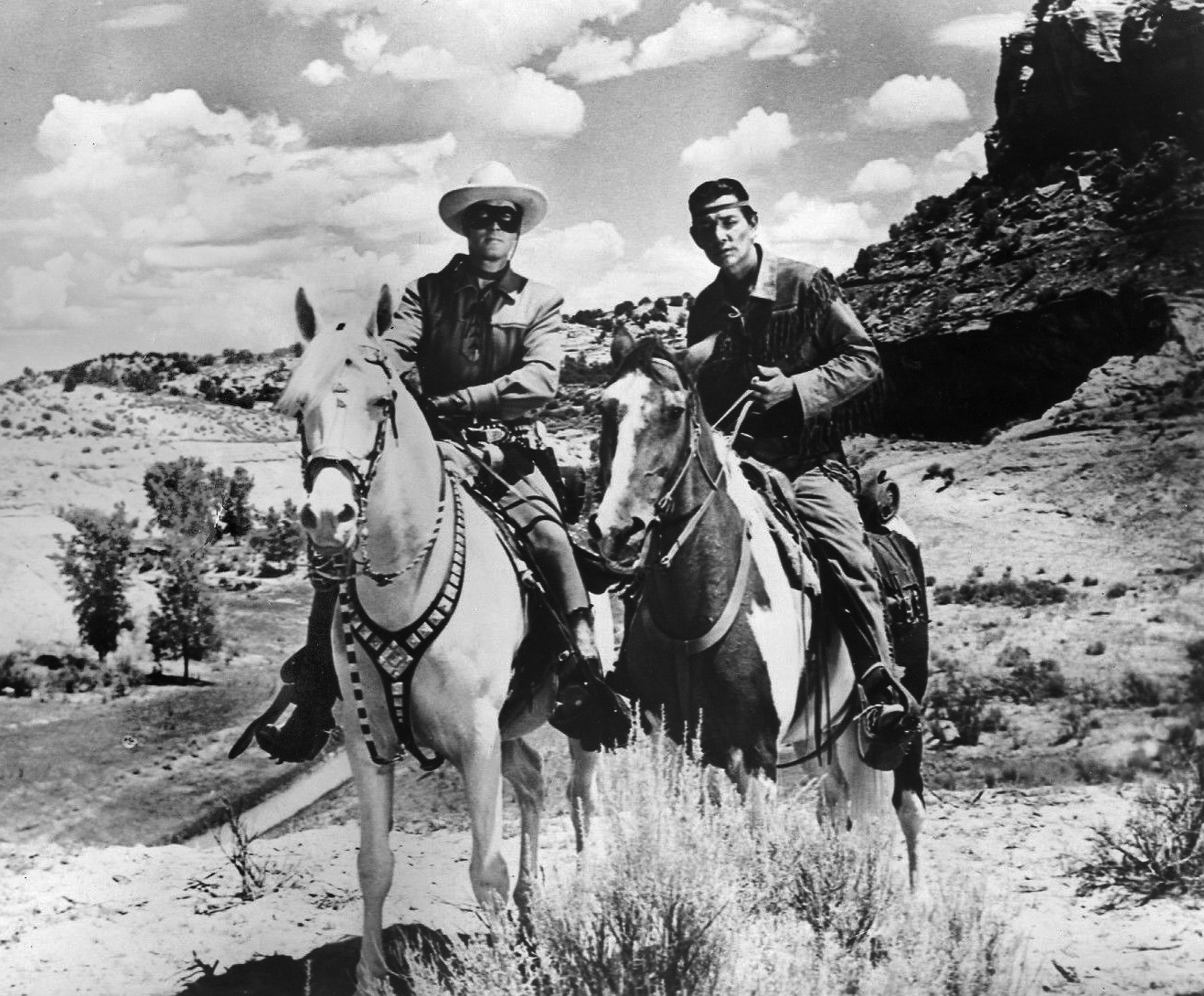

론 레인저(Lone Ranger)는 조지 W. 트렌들 (George W. Trendle), 프랜 스트라이커 (Fran Striker) 원작의 서부극을 소재로 한 라디오 드라마이자 그 등장인물이다. 1933년에 라디오 드라마가 방송 된 이후 만화화, TV 드라마화, 영화화가 되었다.